# Cerezal de Sanabria
Cerezal de Sanabria (en senabrés Zrezal) es una localidad española del municipio de Asturianos, en la provincia de provincia de Zamora, comunidad autónoma de Castilla y León.

## Geografía
Se encuentra ubicado en la comarca de Sanabria, al noroeste de la provincia. Pertenece al municipio de Asturianos junto con las localidades de Asturianos, Entrepeñas, Lagarejos, Rioconejos y Villar de los Pisones.
Se encuentra muy próximo a la A-52 o autovía de la Rías Bajas y a la N-525. Su acceso habitual es desde la N-525, para lo que se ha de tomar la salida del cruce que conduce a Lagarejos de la Carballeda, revasar este pueblo y continuar camino hasta llegar a Cerezal, donde termina esta carretera.

## Historia
Durante la Edad Media Cerezal quedó integrado en el Reino de León, cuyos monarcas habrían acometido la repoblación de la localidad dentro del proceso repoblador llevado a cabo en Sanabria. Tras la independencia de Portugal del reino leonés en 1143 Cerezal habría sufrido por su situación geográfica los conflictos entre los reinos leonés y portugués por el control de la frontera, quedando estabilizada la situación a inicios del siglo XIII.
Posteriormente, en la Edad Moderna, Cerezal fue una de las localidades que se integraron en la provincia de las Tierras del Conde de Benavente y dentro de esta en la receptoría de Sanabria. No obstante, al reestructurarse las provincias y crearse las actuales en 1833, Cerezal de Sanabria pasó a formar parte de la provincia de Zamora, dentro de la Región Leonesa, quedando integrado en 1834 en el partido judicial de Puebla de Sanabria.
Finalmente, en torno a 1850, el antiguo municipio de Cerezal de Sanabria se integró en el de Asturianos.

## Demografía
| 2000 | 2001 | 2002 | 2003 | 2004 | 2005 | 2006 | 2007 | 2008 | 2009 | 2010 | 2011 | 2012 |
| 27   | 26   | 30   | 26   | 28   | 24   | 21   | 20   | 17   | 17   | 17   | 14   | 15   |

## Monumentos y lugares de interés
Tiene en su iglesia parroquial su edificio más representativo. Actualmente restaurada, tiene la típica escalera por fuera de los templos sanabreses, mediante la que se da acceso a sus campanas. Junto al templo, se encuentra un alto y vigoroso cerezo, a modo de homenaje al nombre a la localidad.
La arquitectura de esta localidad responde a las características propias de su comarca, con un claro cuidado de no romper esa armonía.
En el camino que lleva a Rioconejos se encuentra uno de los característicos molinos de estas tierras, en funcionamiento hasta hace unos pocos años.

## Cultura

### Fiestas
Celebra sus fiestas el 30 de septiembre, en conmemoración a San Jerónimo.